# Ivan Graziani
Ivan Graziani (Téramo, 6 de octubre de 1945-Novafeltria, 1 de enero de 1997), fue un cantautor y guitarrista italiano.

## Trayectoria artística
Nacido en 1945, su primera banda fue The Serogan, que formó en 1963 con Giuseppe Canala, Bruno Tartaglia, y Luciano Cordivani. Posteriormente pasó a tocar en Anonima Sound hasta 1972, tra lo que publicó su primer álbum en solitario Desperation, en 1973, bajo el pseudónimo Rockleberry Roll. Su hijo Filippo Graziani (1981) también es cantautor.

## Discografía
- Ivan Graziani en Discogs

### Discos de estudio
- Desperation (en inglés, 1974)
- La città che io vorrei (1973; relanzado en 1980 como Ivan Graziani - special)
- Tato Tommaso Guitar (1974)
- Ballata per quattro stagioni (1976)
- I lupi (1977)
- Pigro (1978)
- Agnese dolce Agnese (1979)
- Viaggi e intemperie (1980)
- Q Concert (1980 – Q Disc con Ron y Goran Kuzminac)
- Seni e coseni (1981)
- Ivan Graziani (1983)
- Nove (1984)
- Piknic (1986)
- Ivangarage (1989)
- Cicli e tricicli (1991)
- Malelingue (1994)

Discos póstumos:
- Per sempre Ivan (1999)
- Per gli amici (2024)

En DVD:
- W Ivan (DVD+CD) (2007)